# Villa Borromeo d'Adda
La Villa Borromeo d'Adda è un complesso di edifici circondato da un parco, risalenti al XVII-XVIII secolo, situato ad Arcore.
Nella foresteria e nelle varie costruzioni all'entrata sono attualmente ubicati gli Uffici Municipali del paese; il parco è gratuitamente aperto al pubblico.

## Storia

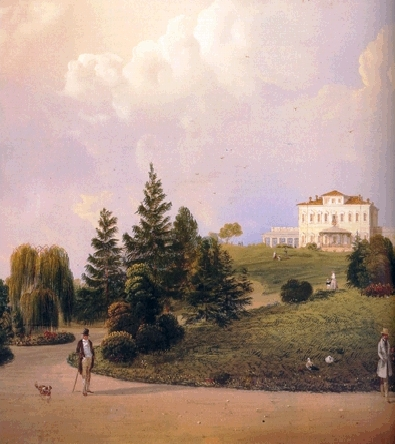
Villa Borromeo-d'Adda, olio su tela, datazione incerta ma compresa tra la fine del XVIII secolo e l'inizio del XIX

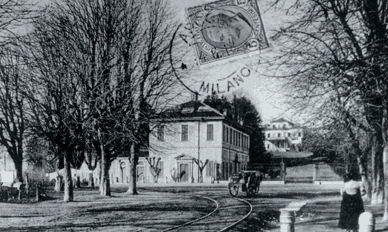
Villa Borromeo-d'Adda, vista dall'esterno (In primo piano il binario della tranvia Monza-Oggiono)

La Villa, fondata dalla famiglia milanese D'Adda, dopo le trasformazioni compiute nel corso del XIX secolo da Giovanni D'Adda ed Emanuele D'Adda, alla morte di quest'ultimo nel 1911 passò per via ereditaria ai Borromeo d'Adda, da qui il nome di "Villa Borromeo" con cui divenne in seguito maggiormente nota.
Si tratta, in realtà, di un complesso formato da due ville, una risalente a metà seicento e l'altra (la Montagnola) fondata dall'Abate Ferdinando D'Adda tra il 1750 e il 1760. Esiste poi un edificio anch'esso pregevole, le scuderie, costruite a fine Ottocento e recentemente restaurate dal Comune di Arcore.
In seguito alla scomparsa nel 1979 del Conte Carlo Borromeo d'Adda, dal 1980 tutta la tenuta divenne proprietà del Comune di Arcore, il quale da allora utilizza il palazzo d'ingresso al parco quale sede del Comune.
Dal 2010 le scuderie sono sede distaccata del corso accademico di restauro dell'Accademia di Brera.
Nel 2016 sono iniziati i lavori di restauro per adibire la villa come sede per future mostre; il week-end 25-26-27 maggio 2018, a lavori per lo più ultimati, la villa sulla montagnola è stata riaperta al pubblico, con cerimonia di inaugurazione e visite guidate gratuite.

## Architettura
L'edificio più antico comprende la Cappella Vela, ambiente con sculture di Vincenzo Vela e decorazioni del fratello Lorenzo, eretta per custodire le spoglie di Maria dei marchesi Isimbardi, giovane sposa di Giovanni D'Adda. Ad oggi la Cappella Vela è mensilmente visitabile.
Lo stile dell'edificio che sorge sulla montagnola è eclettico, con richiami a diverse ville più importanti. Un ruolo importante nell'estetica lo giocano le strutture in ferro battuto.

## Il Parco
Il parco, riprogettato dal Balzaretto a metà ottocento (oggi comunale ed aperto al pubblico gratuitamente ogni giorno dell'anno) contiene numerose essenze esogene ed ha una estensione di circa 30 ettari su terreno ondulato, con piccoli specchi d'acqua artificiali, ed è attraversato da sentieri ciclopedonali, percorsi vita e comprende spazi giochi per bambini realizzati dalla pubblica amministrazione.

## Curiosità
Nel 2011, in occasione del 150º anniversario dell'Unità d'Italia, si è tenuta una ricostruzione in costume della battaglia tra l'esercito austriaco e quello sabaudo, con dispiego di divise, armi e vessilli storici attinenti al periodo risorgimentale.
È la location dove è ambientata la settima, l'ottava, la nona, la decima, l’undicesima e la dodicesima edizione di Bake Off Italia - Dolci in forno.

## Galleria d'immagini

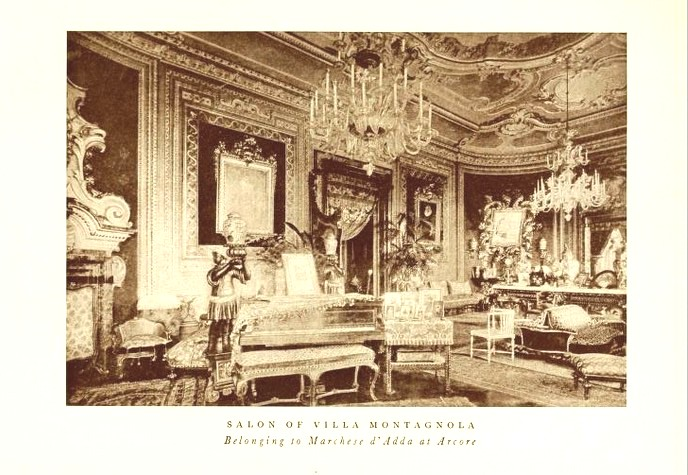
Villa Montagnola - Salon (c.1910)
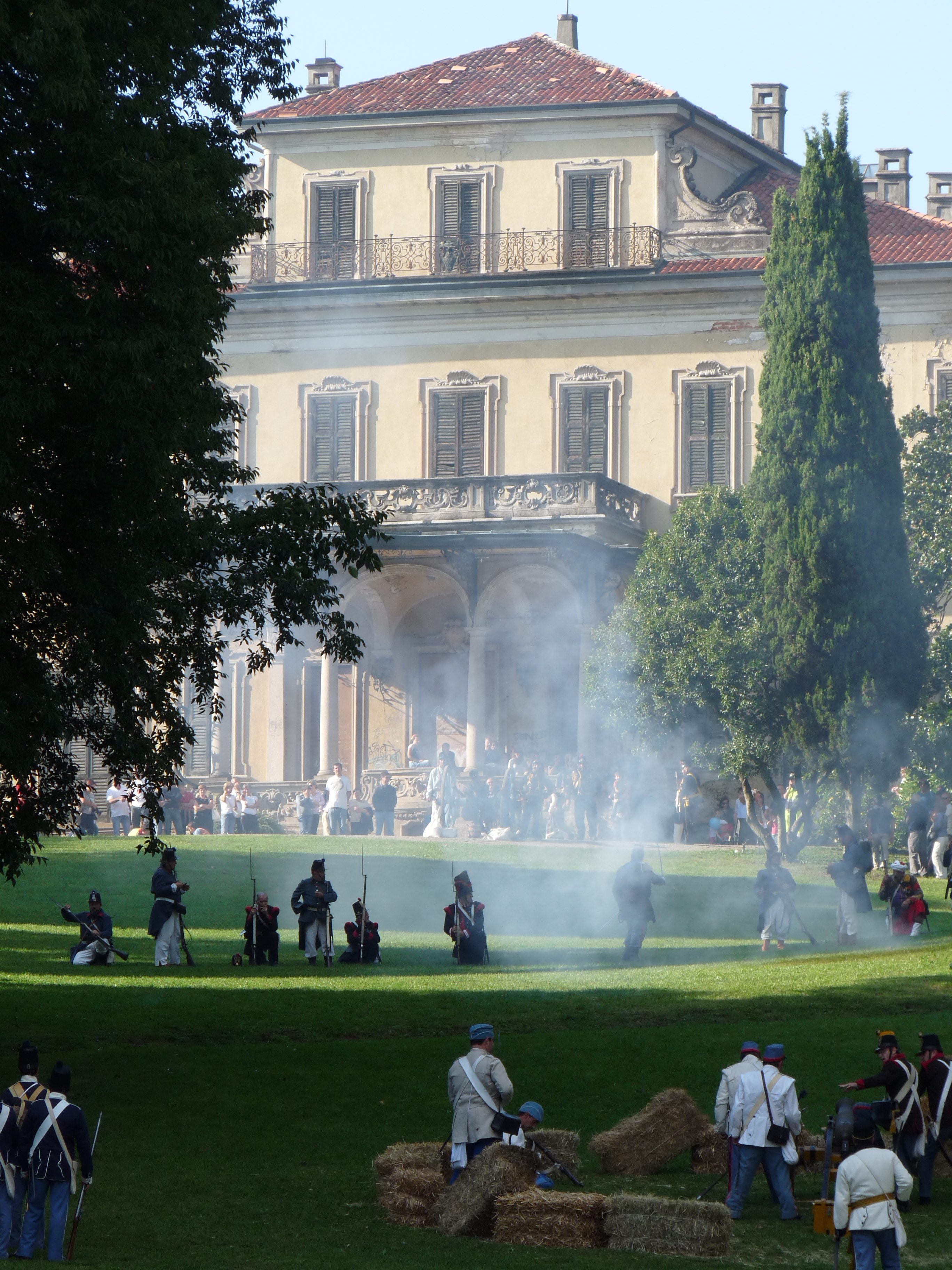
Ricostruzione storica dei conflitti austro-italiani durante l'Unità d'Italia.
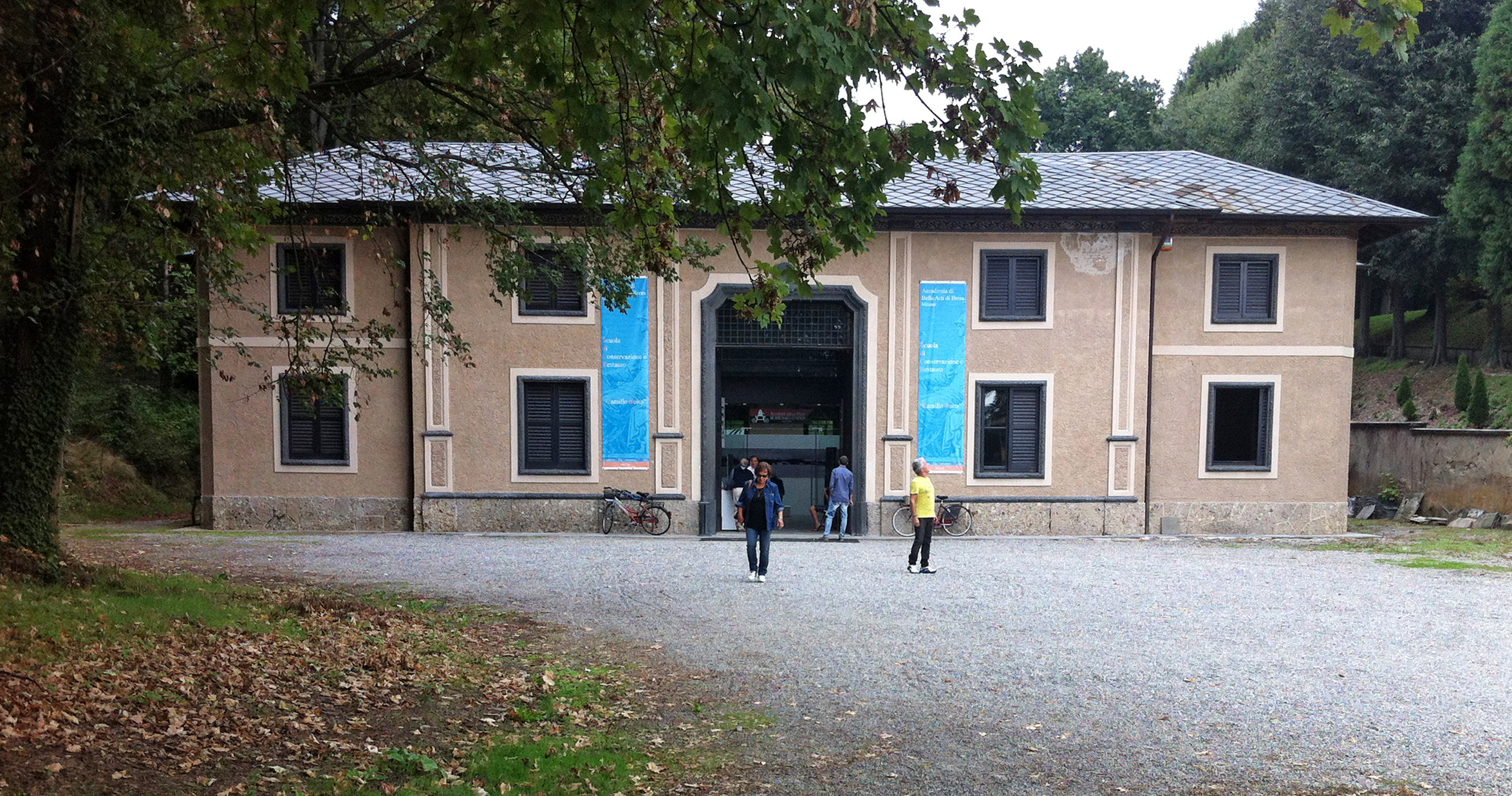
Le scuderie d'epoca, recentemente restaurate.
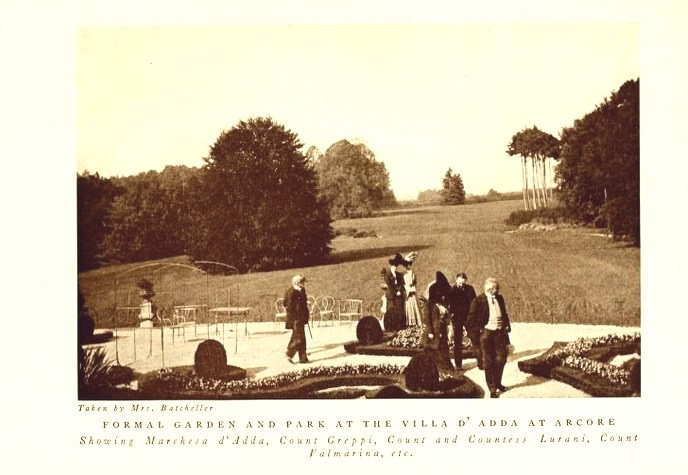
Fotografia dei giardini sul retro della villa sulla montagnola (1911)
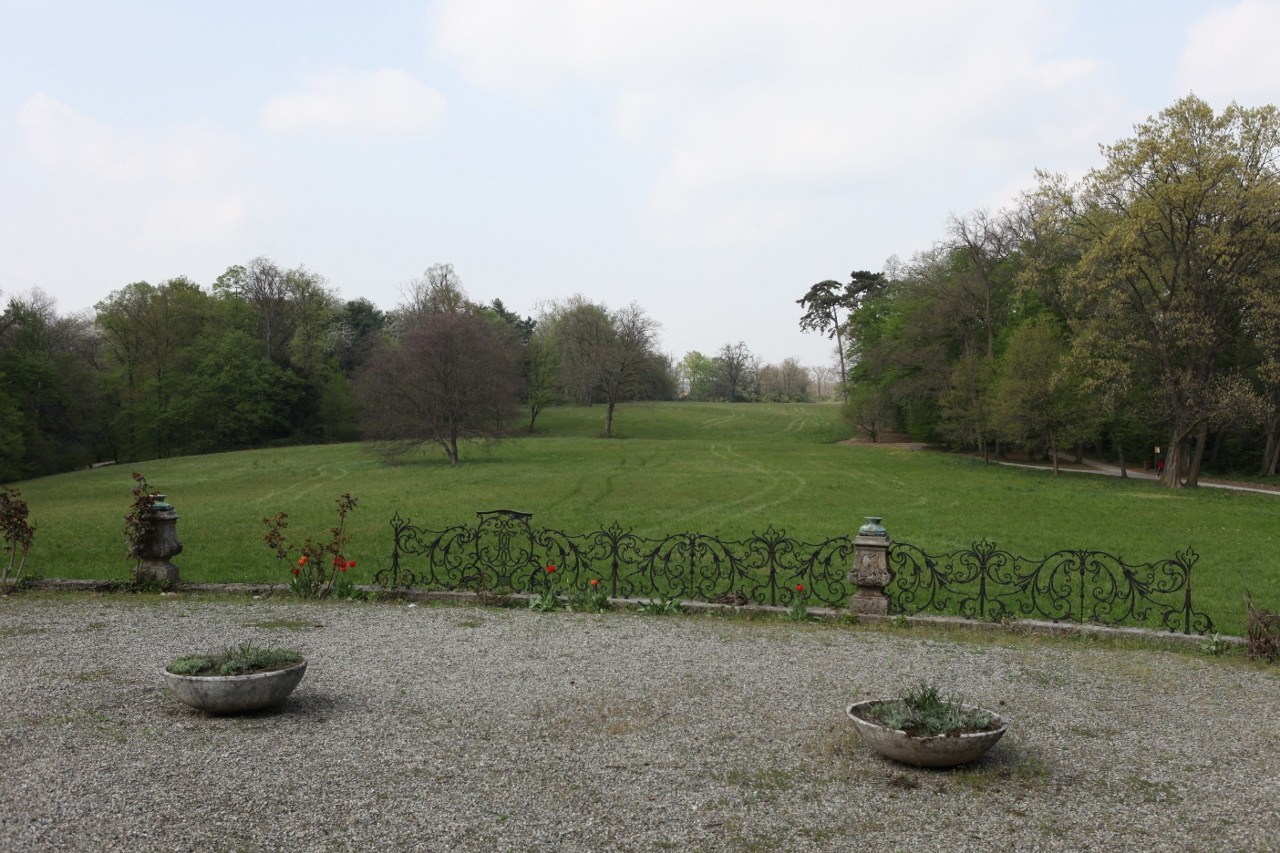
Fotografia dei giardini sul retro della villa sulla montagnola (2012)
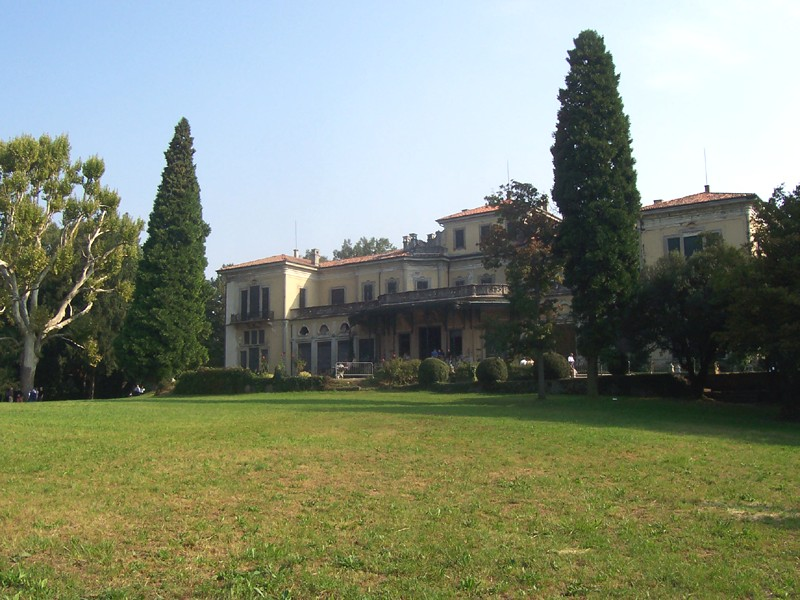
Facciata Nord (retro) della Villa sulla montagnola, ai cui lati spiccano dei Cipressi della California
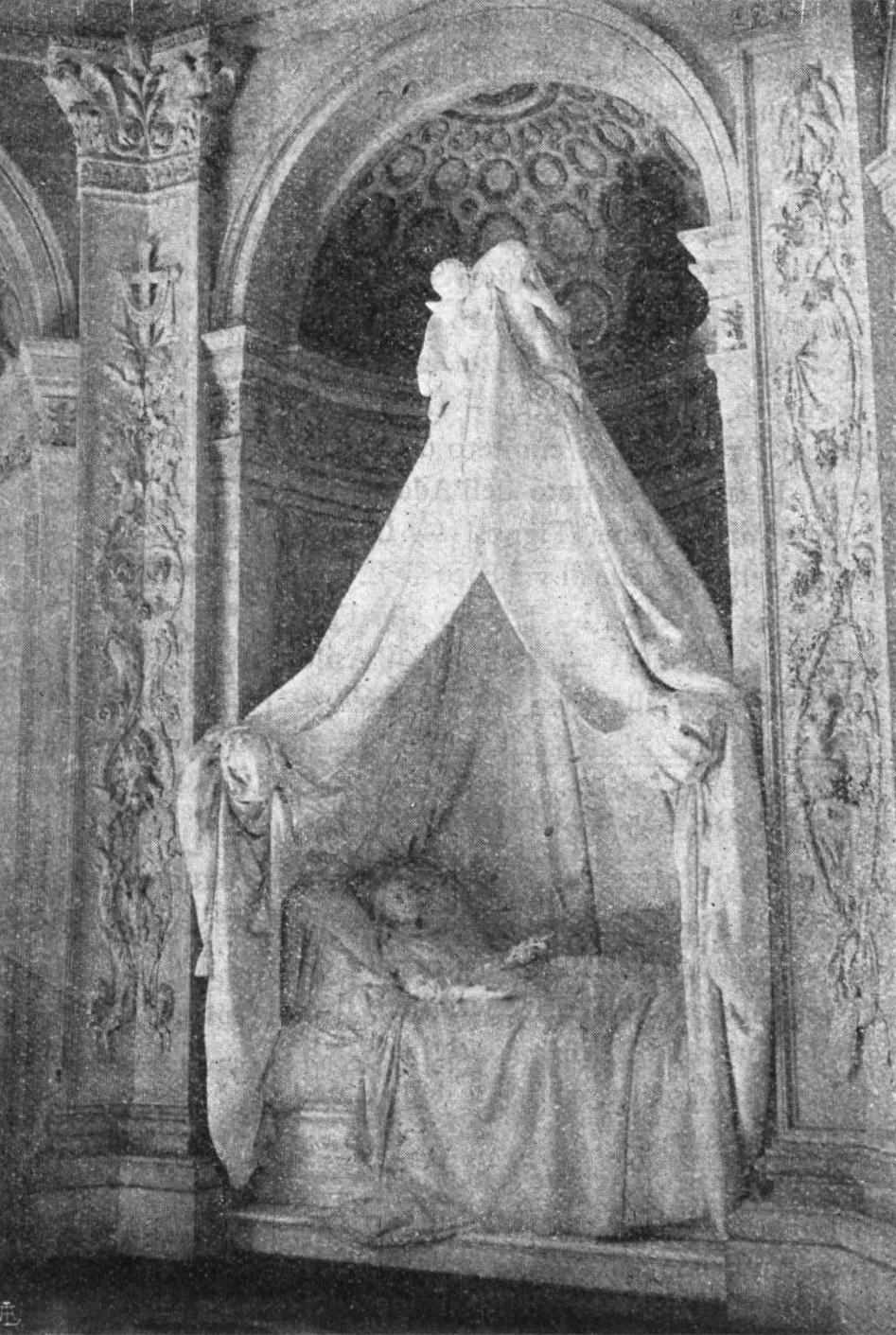
Monumento rappresentante la marchesa Maria d'Adda Isimbardi all'interno della Cappella Vela della Villa Borromeo, fotografia storica del 1910
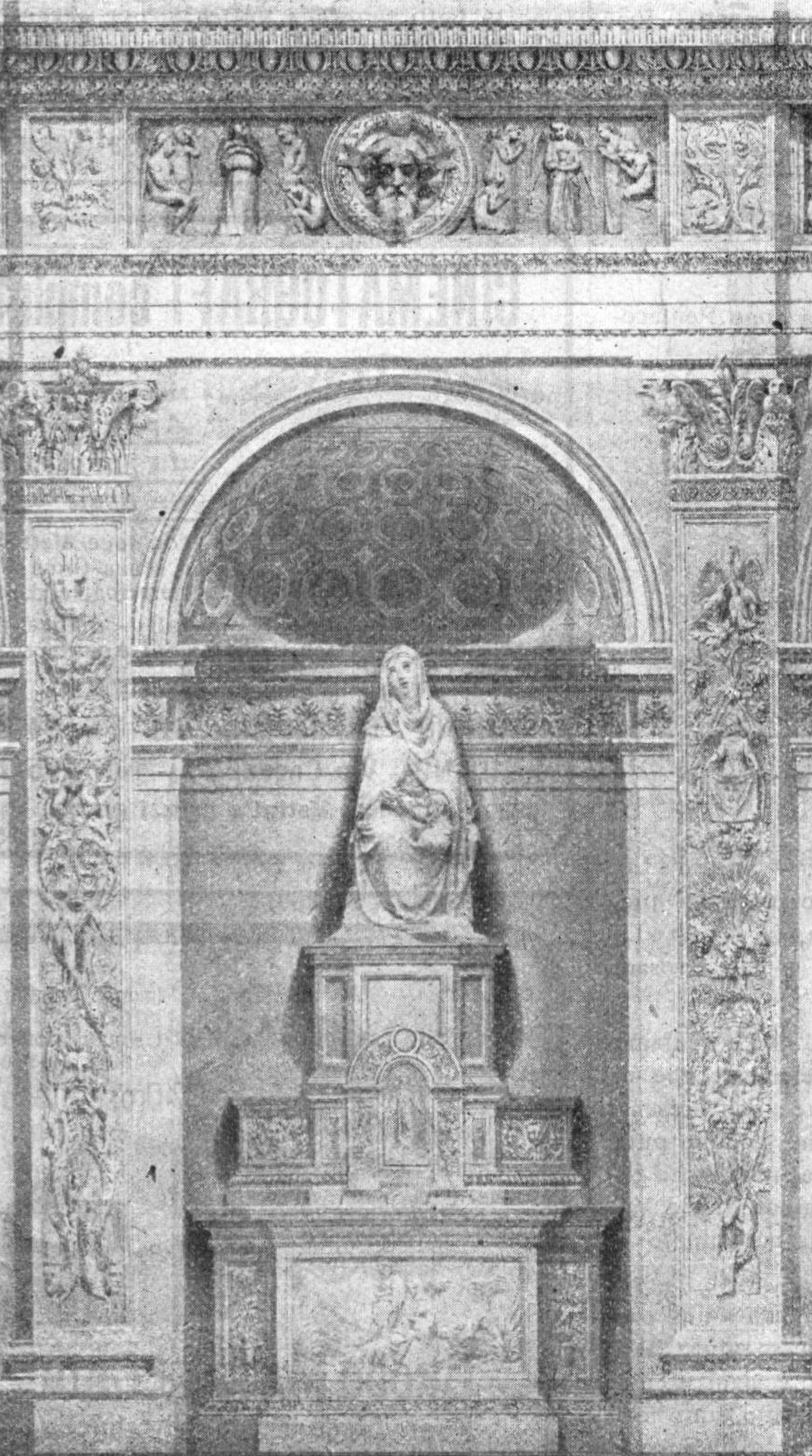
Parte centrale della Cappella dell'Addolorata, disegno architettonico, 1910 circa
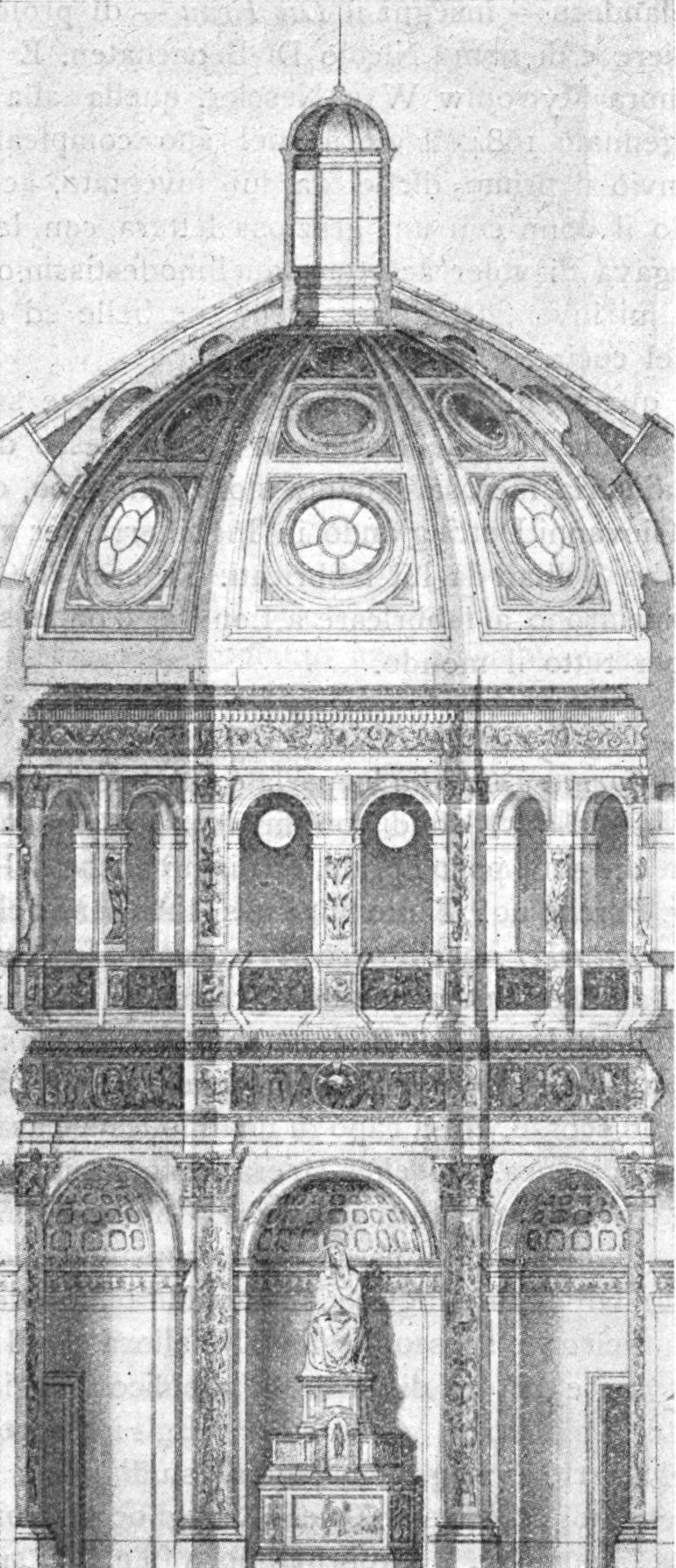
Spaccato generale della Cappella, disegno architettonico, 1910 circa